# Streptocarpus roseo-albus
Streptocarpus roseo-albus är en tvåhjärtbladig växtart som beskrevs av Weigend och T.J. Edwards. Streptocarpus roseo-albus ingår i släktet Streptocarpus och familjen Gesneriaceae. Inga underarter finns listade i Catalogue of Life.